# Charlotte Hulst
Charlotte Hulst (Beverwijk, 22 april 2003) is een Nederlands voetbalspeelster die als aanvaller voor FC Twente in de Vrouwen Eredivisie uitkomt.

## Clubcarrière
Charlotte Hulst werd geboren in Beverwijk, maar groeide op in Castricum. Ze kwam zes jaar uit voor VV Alkmaar. Sinds september 2020 speelde Hulst als aanvalster voor vv Alkmaar in de Vrouwen Eredivisie. Ze maakte haar debuut op 11 september 2020 in een met 0-4 verloren thuiswedstrijd tegen Ajax door in de 61ste minuut in te vallen voor Robin Beemsterboer. In 2021 verlengde Hulst haar contract bij de Alkmaarders met een jaar. Hulst kwam tot 42 wedstrijden en 6 doelpunten voor vv Alkmaar. In mei 2022 speelde ze haar laatste wedstrijd voor de club.
Hulst maakte net als teamgenote Alieke Tuin de overstap naar Fortuna Sittard, dat in het seizoen 2022/23 debuteerde in de Vrouwen Eredivisie. Voor de Fortunezen maakte Hulst haar debuut in een met 4-0 verloren uitwedstrijd tegen Ajax door in de 34ste minuut in te vallen voor Kristina Erman. Op 22 oktober 2022 maakte Hulst indruk door een hattrick te maken in een thuiswedstrijd tegen ADO Den Haag. In het seizoen 2023/25 kwam Hulst opnieuw uit voor de club uit Sittard.
Op 19 maart 2024 maakte FC Twente bekend Hulst vanaf het seizoen 2024/25 over te nemen van Fortuna Sittard. Bij de club uit Enschede tekende Hulst een contract tot medio 2026. Een dag eerder maakte Alieke Tuin, die ook al tegelijkertijd met Hulst overstapte van vv Alkmaar naar Fortuna Sittard, dezelfde overstap naar FC Twente.

## Statistieken
| Seizoen | Club            | Competitie         | Competitie | Competitie | Beker | Beker | Overig | Overig | Totaal | Totaal |
| Seizoen | Club            | Competitie         | Wed.       | Dlp.       | Wed.  | Dlp.  | Wed.   | Dlp.   | Wed.   | Dlp.   |
| ------- | --------------- | ------------------ | ---------- | ---------- | ----- | ----- | ------ | ------ | ------ | ------ |
| 2020/21 | VV Alkmaar      | Vrouwen Eredivisie | 19         | 4          | 1     | 0     | 5      | 0      | 25     | 4      |
| 2021/22 | VV Alkmaar      | Vrouwen Eredivisie | 19         | 2          | 1     | 0     | 0      | 0      | 20     | 2      |
| 2022/23 | Fortuna Sittard | Vrouwen Eredivisie | 19         | 6          | 2     | 0     | 2      | 0      | 23     | 6      |
| 2023/24 | Fortuna Sittard | Vrouwen Eredivisie | 17         | 2          | 2     | 1     | 0      | 0      | 19     | 3      |
| 2024/25 | FC Twente       | Vrouwen Eredivisie | 20         | 3          | 4     | 2     | 10     | 2      | 34     | 7      |
| Totaal  | Totaal          | Totaal             | 106        | 17         | 10    | 3     | 17     | 4      | 134    | 24     |

Bijgewerkt t/m 14 juli 2025.

## Interlandcarrière
Hulst speelt met het nationale zaalvoetbalteam voor Oranje. Hulst mocht met Oranje O20 aantreden op het WK onder 20 in Costa Rica. Op dit toernooi wist Oranje O20 de halve finales te behalen. Hulst kwam alle wedstrijden in actie.
1 De Jong ·
2 Everaerts ·
4 Carleer ·
5 Knol ·
6 Groenewegen ·
7 Hulst ·
8 Van Ginkel ·
9 Ravensbergen ·
10 Van Dooren ·
11 Tuin ·
12 Vliek ·
14 Rijsbergen ·
15 Diekman ·
16 Lemey ·
17 Andradóttir ·
18 Te Brake ·
19 Proost ·
20 Van Dijk ·
21 Oude Elberink ·
22 Bussman ·
23 Verdaasdonk ·
24 Galic ·
25 Van der Vegt ·
26 Vissers ·
29 Ivens ·
Coach: Pot
· Assistent-coach: Bakker